# Église française réformée de Bâle
Pour les articles homonymes, voir Église française réformée.
L'Église française réformée de Bâle est une paroisse protestante francophone situé à Bâle, en Suisse. Elle est fondée au XVIe siècle par des réfugiés Huguenots, protestants français fuyant les persécutions. Elle gère un centre paroissial à Holbeinplatz, et célèbre ses cultes à l'église Saint-Léonard, Leonhardskirche.
La paroisse est membre de l’Église réformée de Bâle-Ville (ERKBS), ancienne Église officielle du canton de Bâle-Ville, et de la Conférence des Églises francophones de Suisse alémanique (CERFSA), deux organisations membre de l'Église évangélique réformée de Suisse.

## Histoire
À la Renaissance, Bâle est une cité marchande florissante, où se développe l'humanisme rhénan. En 1515, Jean Œcolampade et Érasme y travaille à une nouvelle édition du Nouveau Testament en grec, Novum Instrumentum omne. En 1525, après un vote démocratique, la cité adopte le protestantisme selon les préceptes des réformateurs suisse allemand Œcolampade et Ulrich Zwingli. La cathédrale de Bâle, ainsi que les églises Saint-Pierre, Saint-Martin et Saint-Léonard sont adaptées au culte des Églises réformées - distinct du luthéranisme. Œcolampade est pasteur de l'église Saint-Martin et accueille Guillaume Farel. L'Université de Bâle ouvre une faculté de théologie protestante.
Au XVIe siècle, la France est déchirée par les guerres de Religion, guerre civile qui oppose protestants et catholiques. En 1536, Jean Calvin se réfugie à Bâle avec le théologien Nicolas Cop. Il y publie la première édition de son œuvre maîtresse, l'Institution de la religion chrétienne. En 1553, Sébastien Castellion est professeur de grec à la faculté de théologie de Bâle, et appelle à la tolérance après la condamnation au bûcher de Michel Servet. Le 24 août 1572 a lieu le massacre de la Saint-Barthélemy contre des civils déclenché à Paris et qui se répand dans toute la France. Ceux qui le peuvent fuient dans les pays du Refuge, notamment en Suisse. Le 13 décembre 1572, le premier pasteur de l’Église française,  Daniel Toussaint d’Orléans, écrit qu’il a célébré le culte « en privé » pour les familles étrangères de Bâle. Les Français sont également réformés, mais selon les préceptes du réformateur français Jean Calvin, qui a fait de Genève sa capitale en 1541. Ils aménagent l'ancienne église des frères prêcheurs (dominicains) de Bâle, la Predigerkirche.
Après la révocation de l'édit de Nantes par l'édit de Fontainebleau de 1685, d'autres Français s'installent à Bâle. Le français devient au XVIIe siècle la lingua franca de l'aristocratie européenne, et l’Église française de Bâle accueille des familles de la Haute société protestante. Au XVIIIe siècle, est édifié un temple protestant au Holbeinplatz, qui subsiste jusqu'en 1974.
Au XXe siècle, des Suisses romands et des Français sont attirés par le dynamisme économique de la ville, et viennent travailler dans les entreprises de la chimie, la pharmacie, les assurances ou la banque. En 1900 est fondée l’Église vaudoise de Bâle pour les immigrés italiens. En 1921 est fondé un chœur mixte. En 1934, Karl Barth, né à Bâle, devient professeur de théologie systématique à l'université de Bâle après avoir été expulsé d'Allemagne pour avoir coécrit la déclaration théologique de Barmen, texte fondamental d'opposition chrétienne à l'idéologie nazie.

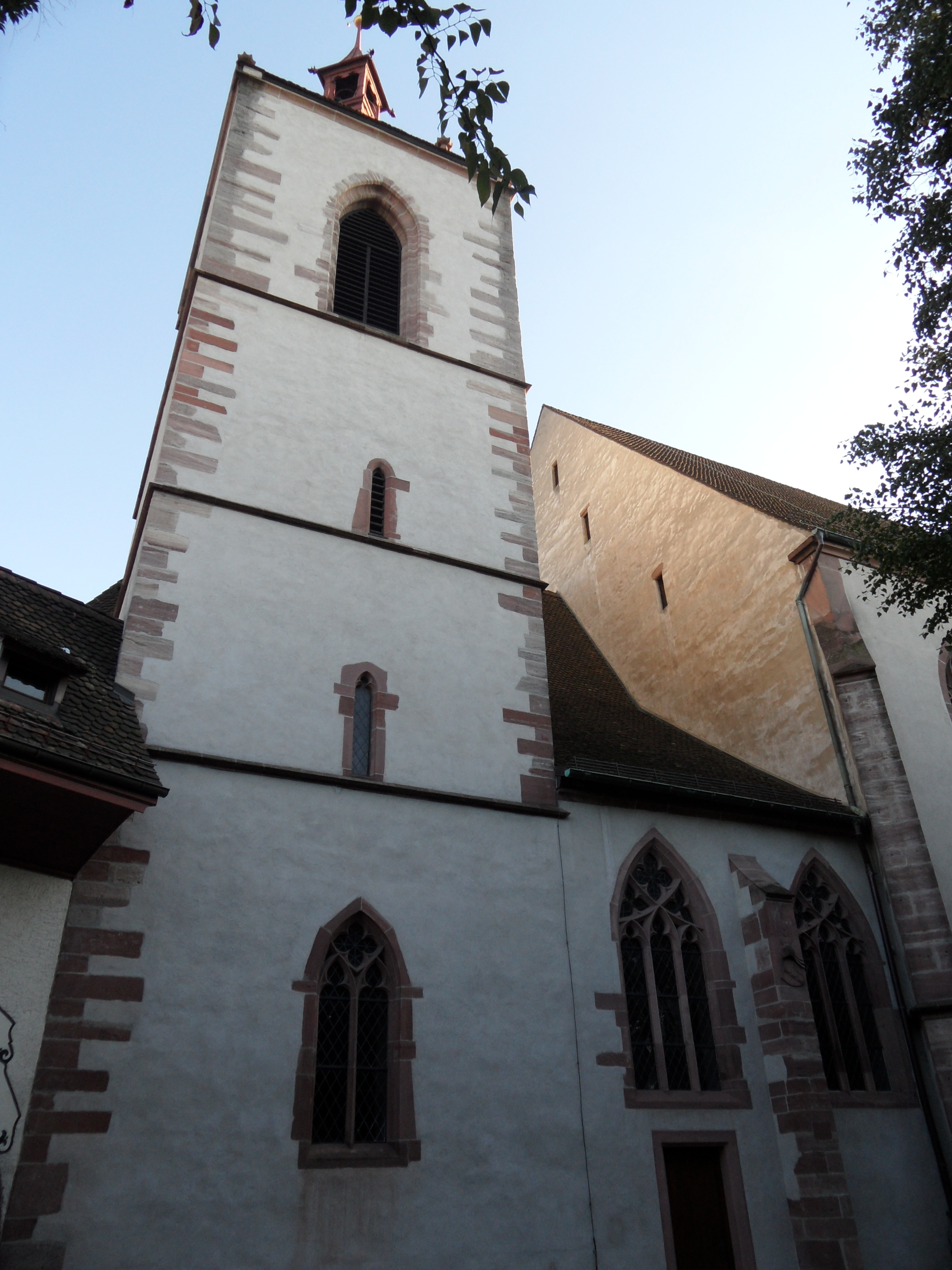
Clocher de Leonhardskirche, l'église Saint-Léonard de Bâle, 2011.

À partir des années 1970, les cultes ont lieu dans l'église Saint-Léonard de Bâle. En 1974, un Centre paroissial est construit au Holbeinplatz, à l'emplacement de l'ancien temple. Des liens œcuméniques sont tissés avec la mission catholique française de Bâle, paroisse du Sacré-Cœur. À partir des années 1980, s'accroit la population en provenance de l'Afrique francophone. En 1951, le pasteur est Jean-Louis Leuba, docteur en théologie, directeur de la revue Verbum Caro. De 2008 à 2017, la pasteur est Daphné Reymond, avec Jurg Schheibler. En 2022 est célébré les 450 ans de la fondation de l’Église. Les pasteurs sont alors Michel Cornuz et Évelyne Zinsstag.